# Raorchestes ponmudi
Raorchestes ponmudi es una especie de anfibio anuro de la familia Rhacophoridae.

## Distribución geográfica
Esta especie es endémica del distrito de Thiruvananthapuram en Kerala, India. Habita a unos 1000 m sobre el nivel del mar en el monte Ponmudi en el sur de Ghats occidentales.

## Descripción
Raorchestes ponmudi mide de 36 a 39 mm.

## Etimología
El nombre de la especie, ponmudi, se le dio en referencia al monte Ponmudi, el lugar de su descubrimiento.

## Publicación original
- Biju & Bossuyt, 2005: New Species of Philautus (Anura: Ranidae, Rhacophorinae) from Ponmudi Hill in the Western Ghats of India. Journal of Herpetology, vol. 39, p. 349-353[4]